# Moosach
Moosach est une commune de Bavière (Allemagne), située dans l'arrondissement d'Ebersberg, dans le district de Haute-Bavière.

## Historique
Combat de Moosach, le 30 août 1796, ou 4e régiment de dragons charge et poursuit la cavalerie ennemie jusqu'aux portes de Munich.